# Lifou

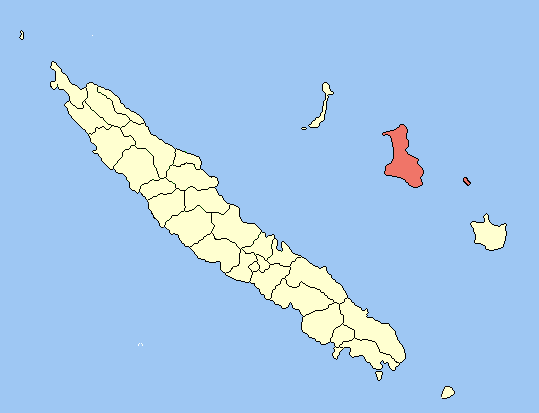
Situació de Lifou

Lifou és un municipi francès, situat a la col·lectivitat d'ultramar de Nova Caledònia. El 2009 tenia 8.627 habitants. El seu centre administratiu és Wé i es divideix en tres àrees tradicionals: Wetr, Gaica i Lössi, que agrupen 37 tribus.

## Composició ètnica
- Europeus 2,6%
- Canacs 96,7%
- Polinèsics 0%
- Altres, 0,7%

## Administració
| Període   | Identitat       | Partit   |
| --------- | --------------- | -------- |
| 1961-1971 | Trijikone Elia  |          |
| 1971-1983 | Robert Paouta   | RPCR     |
| 1983-1989 | Edouard Wapae   | FLNKS-UC |
| 1989-1992 | Cono Hamu       | FLNKS-UC |
| 1992-1995 | Macate Wenehoua | LKS      |
| 1995-2001 | Robert Xowie    | FLNKS-UC |
| 2001-     | Néko Hnepeune   | FLNKS-UC |